# Сосновиця (Люблінське воєводство)
Сосновиця (пол. Sosnowica) — село в Польщі, у гміні Сосновиця Парчівського повіту Люблінського воєводства. Населення — 685 осіб (2011).

## Історія
1468 року вперше згадується православна церква в селі.
За даними етнографічної експедиції 1869—1870 років під керівництвом Павла Чубинського, у селі переважно проживали греко-католики, які розмовляли українською мовою. 1872 року місцева греко-католицька парафія налічувала 1624 вірян. На межі XIX і XX століть у селі зведено муровану православну церкву святих Петра і Павла.
У 1975—1998 роках село належало до Холмського воєводства.

## Населення
Демографічна структура станом на 31 березня 2011 року:
|          | Загалом | Допрацездатний вік | Працездатний вік | Постпрацездатний вік |
| -------- | ------- | ------------------ | ---------------- | -------------------- |
| Чоловіки | 344     | 53                 | 258              | 33                   |
| Жінки    | 341     | 51                 | 208              | 82                   |
| Разом    | 685     | 104                | 466              | 115                  |

## Культура

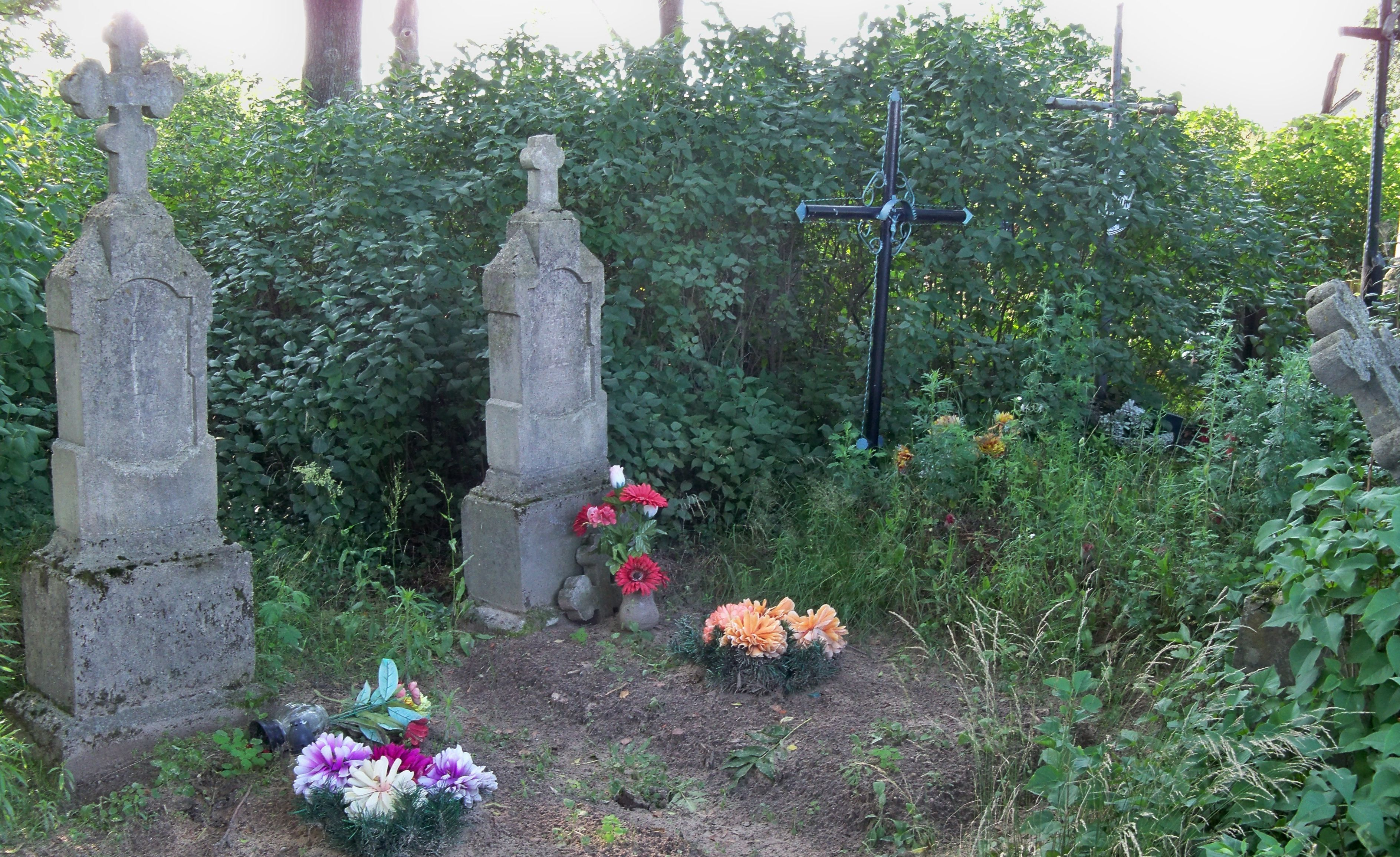
Православний цвинтар

У селі міститься православна церква святих Петра і Павла та православний цвинтар, на якому стоїть дерев'яна православна каплиця початку XX століття.